# UFC on ESPN: Blaydes vs. Volkov
UFC on ESPN: Blaydes vs. Volkov（ユーエフシー・オン・イーエスピーエヌ：ブレイズ・バーサス・ヴォルコフ、別名UFC on ESPN 11）は、アメリカ合衆国の総合格闘技団体「UFC」の大会の一つ。2020年6月20日、ネバダ州ラスベガスのUFC APEXで開催された。

## 大会概要
本大会ではカーティス・ブレイズとアレキサンダー・ヴォルコフのヘビー級戦が組まれた。

## 試合結果

### プレリミナリーカード
第1試合 ライト級 5分3R
○  オースティン・ハバード vs.  マックス・ロシュコップ ×
2R 5:00 TKO（棄権）
第2試合 女子フライ級 5分3R
○  ローレン・マーフィー vs.  ロクサン・モダフェリ ×
3R終了 判定3-0（30-27、30-27、29–28）
第3試合 158ポンド契約 5分3R
○  ジャスティン・ジェインズ vs.  フランク・カマチョ ×
1R 0:41 TKO（左フック→右フック）
※カマチョの体重超過によりライト級から変更
第4試合 女子フライ級 5分3R
○  ジリアン・ロバートソン vs.  コートニー・ケイシー ×
3R 4:32 リアネイキドチョーク
第5試合 ミドル級 5分3R
○  マルク・アンドレ・バリオー vs.  オスカル・ピエホタ ×
2R 4:50 TKO（右アッパー→パウンド）
第6試合 女子ストロー級 5分3R
○  ティーシャ・トーレス vs.  ブリアナ・バン・ブレン ×
3R終了 判定3-0（30-27、30-27、30-27）
第7試合 ライト級 5分3R
○  ボビー・グリーン vs.  クレイ・グイダ ×
3R終了 判定3-0（29–28、29–28、30-27）

### メインカード
第8試合 160ポンド契約 5分3R
○  ジム・ミラー vs.  ルーズベルト・ロバーツ ×
1R 2:25 腕ひしぎ十字固め
第9試合 ウェルター級 5分3R
○  ベラル・ムハマッド vs.  ライマン・グッド ×
3R終了 判定3-0（29–28、29–28、29–28）
第10試合 女子バンタム級 5分3R
○  ラケル・ペニントン vs.  マリオン・レノー ×
3R終了 判定3-0（30-27、29–28、29–28）
第11試合 フェザー級 5分3R
○  ジョシュ・エメット vs.  シェーン・ブルゴス ×
3R終了 判定3-0（29–28、29–28、29–27）
第12試合 ヘビー級 5分5R
○  カーティス・ブレイズ vs.  アレキサンダー・ヴォルコフ ×
5R終了 判定3-0（49–46、48–47、48–46）

### 各賞
ファイト・オブ・ザ・ナイト： ジョシュ・エメット vs. シェーン・ブルゴス
パフォーマンス・オブ・ザ・ナイト：ジム・ミラー、ジャスティン・ジェインズ
各選手にはボーナスとして5万ドルが授与された。

### カード変更
負傷などによるカードの変更は以下の通り。